# Kristelig Folkepartis Ungdom
Kristelig Folkepartis Ungdom är det norska Kristelig Folkepartis politiska ungdomsorganisation. Organisationen startades 1946.